# Saint-Mars-sur-la-Futaie
Saint-Mars-sur-la-Futaie – miejscowość i gmina we Francji, w regionie Kraj Loary, w departamencie Mayenne.
Według danych na rok 1990 gminę zamieszkiwały 684 osoby, a gęstość zaludnienia wynosiła 32 osoby/km² (wśród 1504 gmin Kraju Loary Saint-Mars-sur-la-Futaie plasuje się na 735. miejscu pod względem liczby ludności, natomiast pod względem powierzchni na miejscu 505.).